# Helmuth Ternberg

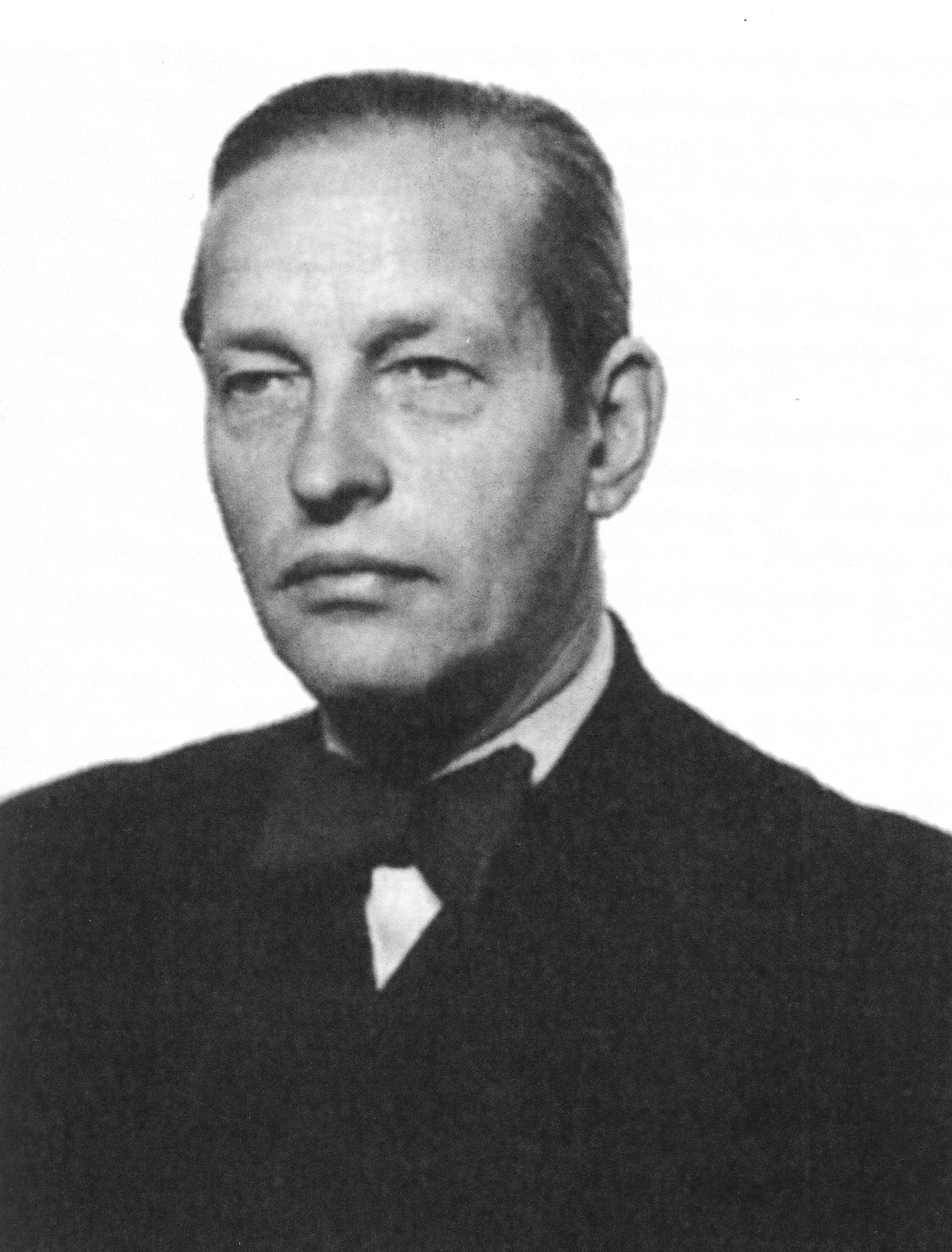
Major Helmuth Ternberg.

Helmuth ”Teddy” Ternberg, född 1893 i Stockholm, död 1971 i Worms i Tyskland, var en svensk officer, major. Helmuth Ternberg var ställföreträdande chef för den hemliga militära underrättelsetjänsten C-byrån under andra världskriget.

## Biografi
Ternberg var son till en mariningenjör, modern kom från Ryssland och var av balttysk börd. Ternberg blev officer vid Dalregementet (I 13) i Falun 1915, men lämnade den aktiva tjänsten 1931 för att arbeta inom mediebranschen. Under 30-talet arbetade han runt om i Europa på uppdrag av bank- och industrimannen Torsten Kreuger. 
Vid krigsutbrottet 1939 blev Ternberg inkallad som underrättelseofficer i 6:e  arméfördelningens stab i Norrbotten. År 1940 utnämndes han till ställföreträdande chef för C-byrån, som bildats inom försvarsstaben för att utgöra Sveriges hemliga militära underrättelsetjänst.
Ternberg ogillade sitt tyskklingande förnamn och använde det nästan aldrig. I stället kallade han sig oftast ”Teddy”. Skälet till detta har uppgivits vara att han kände stark motvilja mot vad Tyskland stod för och därför inte ville misstas för att vara tysk.

## Inom C-byrån
Inom C-byrån var arbetsfördelningen sådan att chefen major Carl Petersén främst ansvarade för underrättelser om ryska och allierade förhållanden, medan Ternberg ansvarade för insamlande av underrättelser om tyska förhållanden. Ternberg byggde även upp en organisation av så kallade gränsombud, personer som vistades vid gränsen och som kunde rapportera om vad flyktingar och andra resande hade att berätta.
En av de mest spektakulära underrättelseoperationerna under Ternbergs ledning var värvningen av tyskan Erika Wendt, även känd som Erika Schwarze, som agent för C-byrån. Wendt var verksam som sekreterare inom den tyska underrättelsetjänsten Abwehr i Stockholm och lämnade information om bland annat Gestapos verksamhet i Sverige till Ternberg.

## Efter C-byrån
C-byrån upphörde formellt 1946 genom beslut av försvarsminister Allan Vougt, och Carl Petersén avskedades. Verksamheten fortsatte dock att bedrivas under annan benämning, ”T-kontoret”, och fortsatt med Ternberg i ledande befattningar, nu bland annat under täcknamnet ”George Bross”.